# Zona colchón

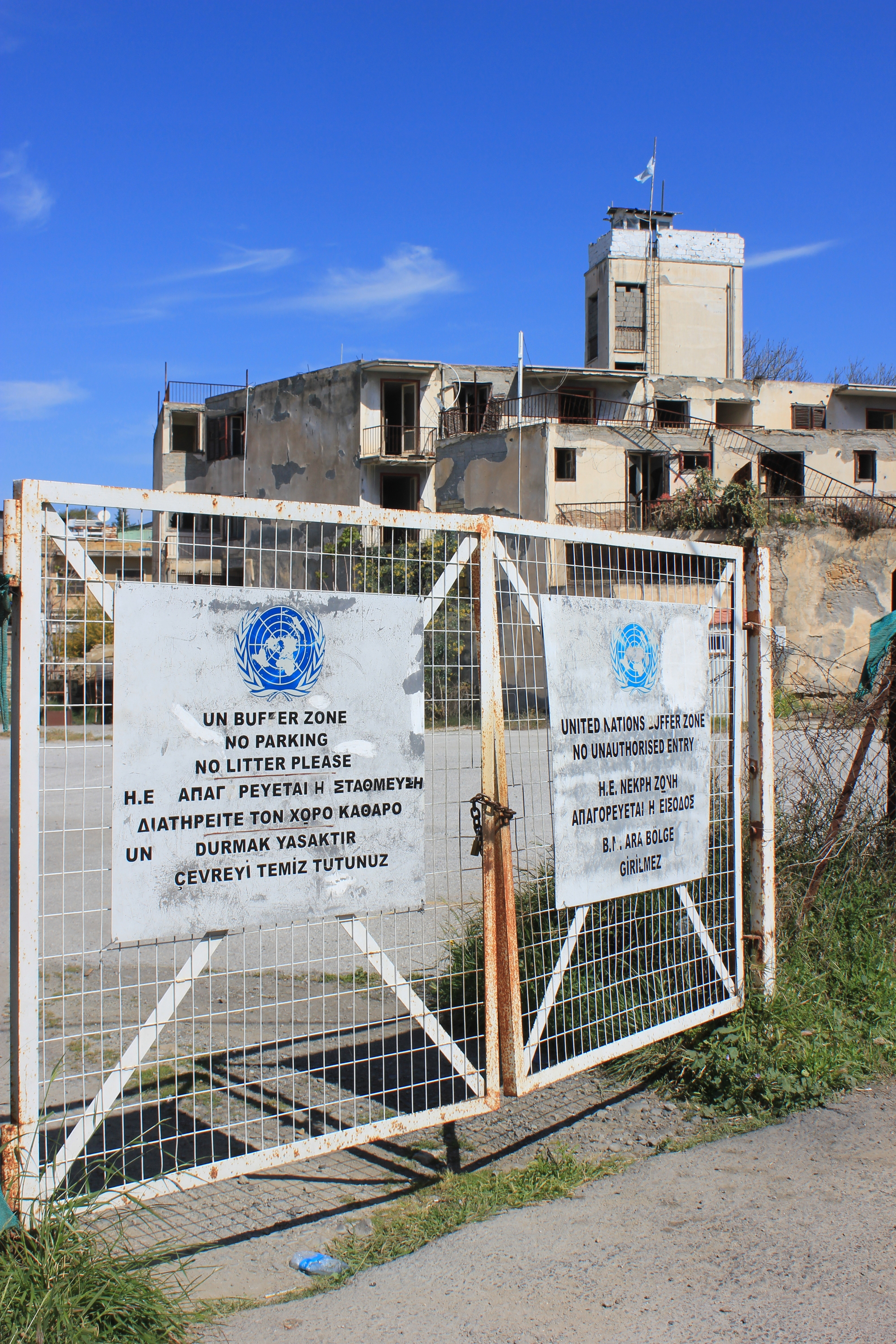
Línea Verde de Nicosia, una zona colchón desmilitarizada que divide la isla de Chipre.

En geografía, una zona colchón o zona de amortiguamiento es un área de zona que sirve con el propósito de mantener dos o más áreas (a menudo, pero no necesariamente, países) a una distancia el uno del otro, por cualquier razón. Los tipos más comunes de las zonas colchón son las zonas desmilitarizadas y algunas zonas de comodidad restrictiva y cinturones verdes. Esas zonas pueden ser, pero no necesariamente, compuesto por un estado soberano, formando un estado colchón.
Las zonas de amortiguamiento se pueden crear para prevenir violencia, proteger el medio ambiente, proteger las zonas residenciales y comerciales de los accidentes industriales o desastres naturales, manteniendo a los presos con la intención de escapar adquiriendo rápidamente rehenes o un escondite, o posiblemente por otras razones.
Las zonas de amortiguamiento a menudo resultan en grandes regiones deshabitadas (similar a las reservas naturales, aunque sin el turismo) que por sí mismas son notables en muchos cada vez pavimentadas / partes más concurridas desarrollados, del mundo.